# Kraljevina Hormuz
Kraljevina Hormuz (znano tudi kot Hormoz ali Ormus; perzijsko هرمز; portugalsko Ormuz) je bila na vzhodni strani Perzijskega zaliva in se je v zenitu raztezal vse do Bahrajna na zahodu. Kraljevina je bila ustanovljena v 11. stoletju sprva kot odvisnost Seldžuškega sultanata Kerman, kasneje pa kot avtonomni vazal Salguridov in iranskega Ilkanata. V svoji zadnji fazi je Hormuz postal vazalna država portugalskega imperija na vzhodu. Večino njenega ozemlja si je v 17. stoletju sčasoma priključil Safavidski imperij.
Monarhija je dobila ime po utrjenem pristaniškem mestu, ki je služilo kot njena prestolnica. Bilo je eno najpomembnejših pristanišč na Bližnjem vzhodu tistega časa ker je nadzorovalo morske trgovske poti skozi Perzijski zaliv do Kitajske, Indije in vzhodne Afrike. To pristanišče je bilo prvotno na južni obali Irana vzhodno od Hormuške ožine, blizu sodobnega mesta Minab. Nato so ga preselili na otok Jarun, ki je postal znan kot otok Hormuz, ki se nahaja v bližini sodobnega mesta Bandar-e Abbas.

## Etimologija
Ljudska etimologija izhaja iz besede "Hormuz", ki je srednjeperzijska izgovorjava zoroastrijskega boga Ahuramazde. Po drugi varianti naj bi ime izhajalo iz Hur-Muz "kraj datljev ". Po  še eni možnosti pa, da izvira iz ὅρμος hormos, grške besede za 'zaliv, zaliv'. Ime dejanske urbane naselbine, ki je delovala kot prestolnica Starega Hormoškega kraljestva, je bilo tudi Naband.

## Stari Hormuz
Prvotno mesto Hormoz se je nahajalo na celini v provinci Mogostan (Mughistan) blizu današnjega Minaba v Hormozganu. V času spopadanja Ilkhanidov s Chaghataidi so staro mesto Hormoz, znano tudi kot Nabands in Dewankhana, njegovi prebivalci zapustili.  Leta 1301 so se prebivalci pod vodstvom kralja Baha ud-Din Ayaza in njegove žene Bibi Maryam preselili na sosednji otok Jerun. 

## Novi Hormuz
Med vladavino Mir Bahrudina Ayaza Seyfina, petnajstega kralja Hormoza, so Seldžuki vdrli v kraljestvo Kerman in od tam v kraljestvo Hormoz. Bogastvo Hormoza je pogosto pritegnilo plenilce, zato so prebivalci poiskali zatočišče izven celinskega območja in se sprva preselil na otok Qeshm. Mir Bahrudin je nato obiskal otok Jerun in ga pridobil od Neyna (Na'ima), kralja ključev (Kish), ki so mu pripadali vsi otoki na tem območju. Ko je  Mir Bahrudin opravil hadž, je postal splošno znan kot Haji Bahrudin v deželah Hormuza." 
V enajstem stoletju se je Seldžuška Perzija razvila na račun tistega, kar je ostalo od Buwayhidske Mezopotamije, Seldžuki pa so nadzorovali omanska pristanišča  od približno 1065 do 1140. Fatimidski Egipt je trgovino pritegnil  na pot po Rdečem morju in stran od Perzijskega zaliva.  Ti premiki v moči so zaznamovali konec razcveta Perzijskega zaliva. Vendar so otoška pristanišča Qays in nato celinsko pristanišče Hormoz (sprva vazal Perzije) postala znana trgovska postaja. Hormuški vladarji so razvili Qalhât na omanski obali, da bi nadzorovali obe strani vhoda v Perzijski zaliv. Po letu 1300 so hormuški trgovci opustili svojo prestolnico  in reorganizirali trgovsko postajo na otoku, imenovanem Hurmuz. 
Hormuz je užival dolgo obdobje avtonomije pod suvereniteto iranskih kraljev od ustanovitve kraljestva v 11. stoletju do prihoda Portugalcev. Vladali so mu otroci Mohameda Deramkuja (Deramkub "kovničar dirhamov"), ki je ustanovil kraljestvo podrejeno kraljestvu Kerman po propadu kraljestva Bujidov. Kraljevstvo je vrhunec doseglo pod vladavino mongolske dinastije Ilkhanidov. V srednjem veku je bilo kraljestvo dobro znano kot mednarodno trgovsko središče, tudi v Evropi, ki je nadzorovalo obe strani Perzijskega zaliva in velik del obalnega območja Arabskega morja. Njegov uspeh je pravzaprav pripeljal do njegove slave, zaradi česar so Portugalci začeli napade nanj in ga osvojili v začetku 16. stoletja.
V zgodnjem 15. stoletju je bil Hormuz eno od kraljestev, ki ga je obiskala kitajska ekspedicijska flota, ki ji je poveljeval admiral Zheng He med potovanji z zakladom Ming, in je bil končni cilj flote med četrtim potovanjem.  Ma Huan, tolmač v posadki, je družbo Hormuz opisal v pozitivni luči v Yingya Shenglan, pri čemer je o ljudeh na primer zapisal, da so "udi in obrazi ljudi prefinjeni in pošteni […] in so močni in lepega videza; njihova oblačila in klobuki so čedni, izraziti in elegantni."  Fei Xin, drugi član posadke, je opisal Hormuz v Xingcha Shenglan. Vključil je na primer opažanja, ki kažejo, da ima Hormuška družba visok življenjski standard, zapisano, da so "nižji sloji bogati", in o lokalnih oblačilnih navadah, kot so dolga oblačila, ki jih nosijo tako moški kot ženske, tančice, ki so jih nosile ženske čez glavo in obraz, ko gredo ven, in dragulje, ki jih nosijo premožni.

## Portugalsko osvajanje
Septembra 1507 se je na otoku izkrcal Portugalec Afonso de Albuquerque. Portugalska je Hormuz zasedla od 1515 do 1622.
Kot vazali portugalske države je Kraljevina Hormuz skupaj sodelovala pri invaziji na Bahrajn leta 1521, ki je končala vladavino Džabridov nad arhipelagom v Perzijskem zalivu. Džabridski vladar je bil nominalno Hormuški vazal, vendar je džabridski kralj Muqrin ibn Zamil zavrnil plačilo davka, ki ga je zahteval Hormuz, kar je spodbudilo invazijo pod poveljstvom portugalskega osvajalca Antónia Correie. V bojih za Bahrajn so večino spopadov izvedle portugalske čete, medtem ko je Hormuški admiral, Reis Xarafo, opazoval. Portugalci so Bahrajnu vladali prek vrste hormuških guvernerjev. Vendar pa sunitski Hormužani niso bili priljubljeni med bahrajnskim šiitskim prebivalstvom, ki je trpelo versko prikrajšanost,  kar je spodbudilo upor. V enem primeru so uporniki hormuškega guvernerja križali. Portugalska vladavina se je končala leta 1602, potem ko je hormuški guverner, ki je bil sorodnik hormuškega kralja, začel usmrtitvami članov vodilnih bahrajnskih družin.
Kralji Hormuza pod portugalsko oblastjo so bili zreducirani na vazale portugalskega imperija v Indiji, večinoma pod nadzorom iz Goe. Arhiv korespondence med kralji in lokalnimi vladarji Hormuza  in nekaterimi njegovimi guvernerji in ljudmi ter kralji Portugalske vsebuje podrobnosti o dezintegraciji kraljestva in neodvisnosti njegovih različnih delov. Prikazujejo poskuse vladarjev, kot je Kamal ud-Din Rashed, ki poskušajo pridobiti ločeno naklonjenost Portugalcev, da bi zagotovili svojo lastno moč.  To se odraža v postopni neodvisnosti Maskata, ki je bil prej odvisen od Hormuza, in njegovega vzpona kot ene od držav naslednic Hormuza.
Portugalci so iz Hormuza večkrat neuspešno poskušali prevzeti nadzor nad Basro. Hormuško kraljevino je zavzel safavidski vladar Abas I. Perzijski s pomočjo Angležev.  Portugalce je izgnal iz preostalega Perzijskega zaliva, z izjemo Maskata. Portugalci so se naslednje leto vrnili v Perzijski zaliv kot zavezniki Afrasiyaba, paše iz Basre, proti Perzijcem. Afrasiyab je bil prej otomanski vazal, vendar je bil dejansko neodvisen od leta 1612. V Hormuz se nikoli niso več vrnili.
Sredi 17. stoletja ga je zavzel Maskatski imam, a so ga pozneje ponovno zavzeli Perzijci. Danes je del iranske province Hormozgan.

## Hormuška družba
Hormuz, ki leži med Perzijskim zalivom in Indijskim oceanom, je bil »beseda za bogastvo in razkošje«, kar je morda najbolje zajeto v arabskem pregovoru: »Če bi bil ves svet zlat prstan, bi bil Hormuz dragulj v njem". Po pripovedovanju portugalskih obiskovalcev je bilo mesto znano tudi po svoji razuzdanosti.